# Enviny
Enviny es una localidad española del término municipal de Sort, en la comarca del Pallars Sobirá de la provincia de Lérida. Hasta 1976 fue municipio propio.
Enviny está a poniente de su actual cabeza municipal, Sort, encaramado en las montañas que cierran por la derecha el valle de la Noguera Pallaresa. Está en la vertiente meridional de la cresta del extremo sudeste de la sierra de los Planes, a la izquierda, bastante elevado, del barranco de Montardit. Cercano y al estenoreste de Llarvén y un poco más lejos al norte de Montardit de Dalt.
La iglesia parroquial de la Virgen de la Candelera de Enviny, actualmente de la Purificación, es sede de una agrupación de parroquias, además de la ermita de San Miguel y la capilla de San Roque, en los entornos del pueblo y de la capilla particular de Santa Lucía de Casa Aytés, dentro del núcleo de Enviny.

## Etimología
Joan Corominas explica el topónimo Enviny a partir del latín in vicinio. Se trata de un topónimo románico, de origen medieval.

## Historia

### Edad Moderna
En el año 1553, Cuviny declara 16 fuegos laicos y 2 eclesiásticos (unos 90 habitantes):

Lo vicari i Mossèn Antoni Botellot, prevere; Joanot Mateu i Mateu Rispa, cònsols; Jaume Castell,Ramon Arnau Castell, Mateu del Pubill, Pere de Joanico, Jaume Aytés, Pere Vilanova, la vídua de Peroi, Agustí Colomer, Joanot de Nus, Antoni Aytés, Antoni Castell, Pere del Sastre, Pere Companyó i Perot del Teixidor.

### Edad Contemporánea
Pascual Madoz dedica un artículo de su Diccionario geográfico ... en Enviny. Dice que: «es una localidad que forma ayuntamiento con Llarvén y está situada a la derecha del Noguera Pallaresa, en la ladera de una montaña elevada, con exposición al sur, la combaten todos los vientos, especialmente los del norte y del sur. El clima es frío, y produce inflamaciones y pulmonías. Tenía en ese momento 20 casas, una fuente y la iglesia de Santa María, que disponía de rector y un beneficiado, ambos de concurso general a través del obispado, dependía de la iglesia de Bressui. El territorio es montañoso, con diversos tipos de suelos, pero con abundancia de pastos y zonas despobladas. Se cosechaba trigo, centeno, cebada, muchas nueces y un poco de frutas de invierno. Se criaba ganado mular, y el vacuno para las labores del campo. Hay caza de conejos, liebres y perdices, y toda la industria existente es la derivada de la recría de ganado. Contaba con 18 vecinos (cabezas de familia) y 110 almas (habitantes).»

## Geografía
El pueblo de Enviny
El pueblo está situado en una cuesta, con las casas dispuestas como si bajaran por ella, en lo alto de la cual estaba el Castillo de Enviny, con el que formaba una planta rectangular y por lo tanto conserva una cierta apariencia de villa cerrada. La iglesia de la Virgen de la Candelera está en el extremo suroeste del pueblo, un poco separada del resto de las otras edificaciones.
Las casas del pueblo
El pueblo de Enviny conserva la memoria de 21 casas, muchas de ellas aún en uso de primera o segunda vivienda:
Casa Aytés, Casa Barbal, Casa Bernat, Casa Camp, Casa Canja, Casa Carcanyol, Casa Fontet , Casa Fuster, Casa Lido, Casa Llop, Casa Llorenç, Casa Mestre Jaume, Casa Nus, Casa Pei, Casa Pillo, Casa Pobellà, La Rectoria, Casa Remissió, Casa Rispa, Casa Simon y Casa Toni

## Geografía humana

### Demografía
| Gráfica de evolución demográfica de Enviny entre 1842 y 1960 |
| |
| Población de derecho según los censos de población del INE Población de hecho según los censos de población del INEEntre el censo de 1857 y el anterior, crece el término del municipio porque incorpora a 255114 (Castellving), 255210 (Llarvent), 255245 (Montardit), 255272 (Olp), 255302 (Puyol) Entre el censo de 1970 y el anterior, este municipio desaparece porque se integra en el municipio 25209 (Sort) |

## Fiestas populares
Aparte de la fiesta mayor, que se celebra el penúltimo fin de semana de septiembre, es muy concurrida la romería a la ermita de la Virgen del Soler, que se organiza el primero de mayo.